# Erste Bank Open 2012
Erste Bank Open 2012 — тенісний турнір, що проходив на кортах з твердим покриттям у місті Відень, Австрія з 15 жовтня . Належав до категорії ATP World Tour 250, був турніром серії Vienna Open 2012 року.

## Фінальна частина

### Одиночний розряд
Хуан Мартін дель Потро —  Грега Жемля 7–5, 6–3

### Парний розряд
Андре Бегеманн /  Мартін Еммріх —  Юліан Ноул /  Філіп Полашек 6–4, 3–6, [10–4]